# 達爾拉斯峰
46°44′18.4″N 10°2′0″E / 46.738444°N 10.03333°E
達爾拉斯峰（Piz dal Ras），是瑞士的山峰，位於該國東南部，由格勞賓登州負責管轄，屬於阿爾布拉山脈的一部分，海拔高度3,028米，每年平均降雨量1,367毫米。